# Farbovane, Iahotîn
Farbovane (în ucraineană Фарбоване) este o comună în raionul Iahotîn, regiunea Kiev, Ucraina, formată numai din satul de reședință.

## Demografie
Componența lingvistică a comunei Farbovane
     Ucraineană (97,08%)
     Rusă (2,73%)
Conform recensământului din 2001, majoritatea populației comunei Farbovane era vorbitoare de ucraineană (97,08%), existând în minoritate și vorbitori de rusă (2,73%).